# Carabine Modèle 1956

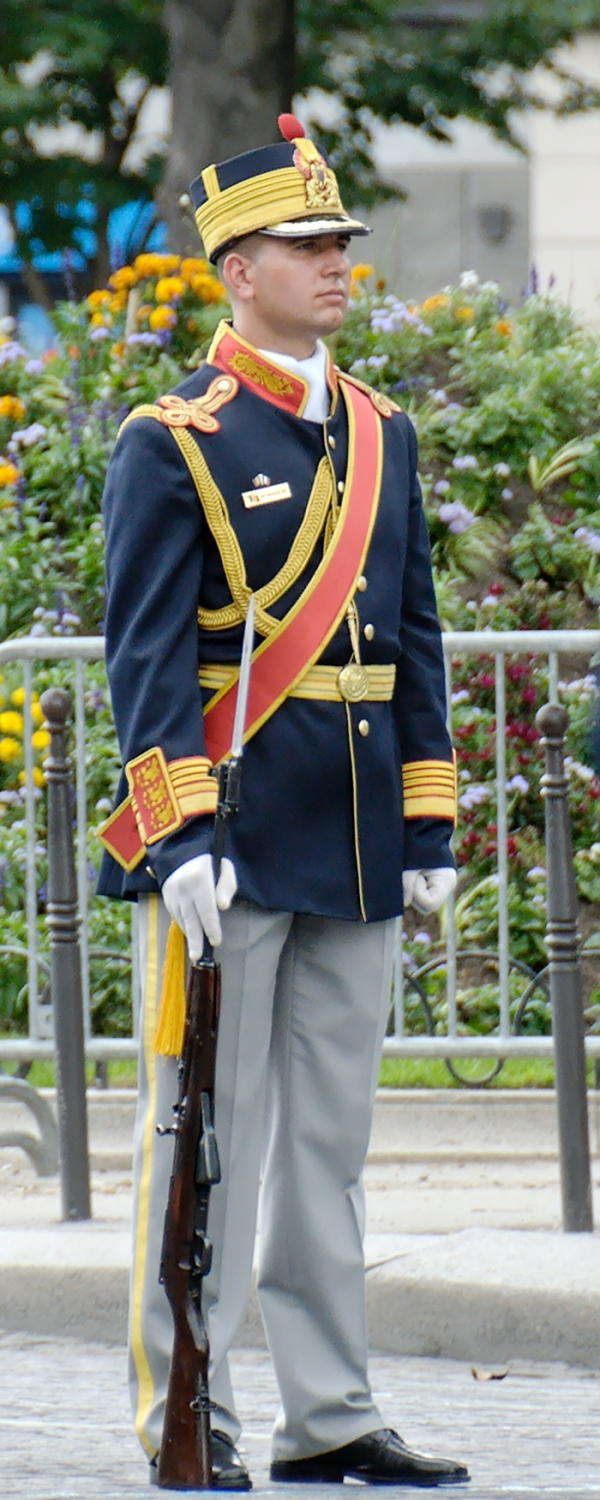
Armé d'une carabine M56 à culasse chromée, un soldat roumain du 30e régiment de la garde lors du défilé du 14 Juillet en 2007.

La Carabine modèle 1956 est une carabine semi-automatique, version roumaine de la SKS. Elle arma l'Armée populaire roumaine sous l'appellation de  Carabina Md 1956. La  même année, l'Armée populaire de libération chinoise faisait de même avec la carabine Type 56.

## Données techniques et numériques
- Munition : 7,62 mm M43
- Fonctionnement : emprunt des gaz, culasse rotative, tir semi-automatique
- Longueur totale baïonnette repliée : 102 cm
- Masse en ordre de combat : 4 kg
- Canon
  - longueur : 52 cm
  - rayures : 4 droitières
- Guidon : fixe sur embase
- Hausse :  à curseur avec cran de mire en U
- Magasin : 10 cartouches
- Baïonnette : 22;5 cm (lame à double tranchant et gouttières)
- Monture : bouleau

## Diffusion
Ces armes ont été livrées à l'armée roumaine. Elles ont ainsi connu la Révolution roumaine de 1989. Aujourd'hui elle sert essentiellement aux soldats du 30e régiment de la garde à assurer la protection du Palais Cotroceni, à Bucarest, siège de la Présidence de la République  roumaine.